# Lekárovce
Lekárovce (ungarisch Lakárd – bis 1902 Lakárt) ist eine Gemeinde im äußersten Osten der Slowakei an der Grenze zur Ukraine gelegen.
Die Gemeinde wurde 1365 zum ersten Mal schriftlich erwähnt und befindet sich im Osten der Ostslowakischen Tiefebene beiderseits des Flusses Uh.
Von 1920 bis 1939 trug sie den Namen Lekart, während der ungarischen Annexion 1939–1944 Lekárd und danach bis 1948 den Namen Lekárt.
Der Name ist vom slowakischen Wort lekár (Arzt; urspr. lěkarь – Zauberer, Heiler) abgeleitet.

## Geschichte
Es wird angenommen, dass der Ort um das Jahr 1300 gegründet wurde. Der erste Quellenbeleg stammt von 1365; 1401 wurde er als Lekardhaza verzeichnet. Später gehörte der Ort zum Besitz des Klosters von Leles und auch dem Geschlecht der Drugeths. Im Königreich Ungarn lag der Ort im bis 1918 existierenden Komitat Ung, in der neu entstandenen Tschechoslowakei in der Karpatenukraine (slowakisch Podkarpatoruská zem) beziehungsweise vorher in der Slowakei. Kurzzeitig war er nach der Auflösung der Tschechoslowakei ein Teil der Slowakei, nach der Besetzung im Zuge des Slowakisch-Ungarischen Krieges wurde Lekárovce von 1939 bis 1945 von Ungarn annektiert und nach dem Ende des Zweiten Weltkriegs (der Ort wurde schon am 22. November 1944 durch die Rote Armee erobert) kam der Ort zu UdSSR, da er verwaltungstechnisch vor dem Krieg zur Karpatoukraine gehörte, die nun in die Ukrainische SSR eingegliedert worden war. Auf Grund einer Petition der Einwohner wurde der Ort jedoch wieder der Tschechoslowakei zugesprochen und wurde am 4. April 1946 wieder ein Teil dieser (unter der Nummer 81/1946 Sb. zu finden).

## Bevölkerung
| Jahr                | 1994 | 2004    | 2014    | 2024     |
| ------------------- | ---- | ------- | ------- | -------- |
| Anzahl der Personen | 1119 | 1035    | 940     | 835      |
| Unterschied         |      | −7,50 % | −9,17 % | −11,17 % |

| Jahr                | 2023 | 2024    |
| ------------------- | ---- | ------- |
| Anzahl der Personen | 834  | 835     |
| Unterschied         |      | +0,11 % |